# Almarail
Almarail es una localidad española perteneciente al municipio soriano de Cubo de la Solana, en la comunidad autónoma de Castilla y León. Forma parte del partido judicial de Soria y de la comarca de Soria.

## Geografía
Esta pequeña población de la comarca de Soria está ubicada en el centro  de la provincia de Soria, al sur de la capital, en el valle del río Rituerto, que en este término vierte sus aguas al Duero.

## Historia
Lugar que durante la Edad Media perteneció a la Comunidad de Villa y Tierra de Soria formando parte del Sexmo de Lubia.
A la caída del Antiguo Régimen la localidad se constituye en municipio constitucional, entonces conocido como «Almarail y Riotuerto» en la región de Castilla la Vieja, partido de Soria que en el censo de 1842 contaba con 35 hogares y 140 vecinos.
A finales del siglo XX este municipio desaparece porque se integra en Cubo de la Solana, ambas localidades contaban entonces con 36 hogares y 143 habitantes.

## Demografía
| Gráfica de evolución demográfica de Almarail entre 1842 y 1960 |
| |
| Población de derecho según los censos de población del INE Población de hecho según los censos de población del INEEn este censo se denominaba Almarail y Riotuerto: 1842 Entre el censo de 1970 y el anterior, este municipio desaparece porque se integra en el municipio 71 (Cubo de la Solana) |

En el año 1981 contaba con 72 habitantes, concentrados en el núcleo principal, pasando a 30 en 2010, 14 varones y 16 mujeres.
| Gráfica de evolución demográfica de Almarail entre 2000 y 2010                                   |
|                                                                                                  |
| Población de derecho (2000-2010) según los censos de población del INE a 1 de enero de cada año. |

## Comunicaciones
En la carretera local SO-P-3001 que lleva de Alparrache a Cubo de la Solana. Camino rural de acceso a Riotuerto.